# Melicope blancoi
Melicope blancoi är en vinruteväxtart som beskrevs av Thomas Gordon Hartley. Melicope blancoi ingår i släktet Melicope och familjen vinruteväxter. Inga underarter finns listade i Catalogue of Life.